# OpenSim
OpenSimulator (або OpenSim) — відкрита тривимірна платформа для створення багатовимірних користувацьких світів. Сервер OpenSim обслуговує один або кілька ділянок віртуальної землі (регіонів, сімів) і може бути запущений як окремо (standalone mode), так і в складі мережі серверів (grid mode).
В якості клієнту для підключення до серверів OpenSim використовуються різноманітні клієнти популярної користувацької online платформи Second Life.  До 2012 року користувачі мали можливість заходити на цю віртуальну площу лише за допомогою офіційного в'юверу (клієнту). В серпні 2012 року компанія Linden Labs виключила на декілька років можливість використовувати свій ресурс для роботи з OpenSim, саме тому для цієї платформи використовували не офіційні клієнти.
Користувачі серверу мають індивідуальний обліковий запис у вигляді віртуальних тривимірних аватарів. Аватари мають можливість вільно пересуватися по віртуальній землі пішки, по повітрю та по воді самостійно, або за допомогою засобів пересування (автомобілі, літаки, кораблі, тощо).
В OpenSim також як і в Second Life присутній внутрішній редактор, за допомогою якого користувачі мають можливість створювати різноманітні тривимірні об'єкти, що складаються з однієї або декількох елементарних частин - примітивів.
До примітивів відносяться куби, кулі, піраміди та ін. Користувачі можуть імпортувати меш об'єкти, які створюються за допомогою різноманітних програм для тривимірного моделювання, або скульпти, що створюються за файлу  PrimJass, розробленого для програми Blender. На відміну від звичних тривимірних об'єктів, скульпти створюються з двох карт, за допомогою яких створюється певна форма.
Сфери, в яких застосовується OpenSim
- Тривимірний чат
- Онлайн-ігри для великої кількості користувачів (MMO, MMORPG)
- Віртуальні представництва організацій (офіси, освітні установи та ін.)
- Тривимірне моделювання
- Моделювання фізичних процесів
- Ландшафтний дизайн
- Освіта

## Структура віртуальних світів OpenSim
Для опису структури віртуальних світів використовується своя віртуальна відповідна термінологія, яка відноситься до одиниць виміру площі віртуального простору і її адміністративному використанню:
Регіон — основна одиниця віртуальної площі землі в симуляторі. Зазвичай дорівнює 256 м2, але може бути і великих розмірів (512, 1024 м2).
Грид (від англ. Grid) — сукупність регіонів, які пов'язані між собою в єдину систему, що дозволяє користувачам переміщатися між ними. Грід може об'єднувати безліч регіонів, які створюються процесами Opensim, фізично знаходячись на різних серверах.
Мегарегіон (Megaregion) — група регіонів, які об'єднані в єдину, безшовну площу віртуальної землі. Мегарегіон так само, як і звичайні регіони, можуть бути частиною одного гриду.
Варрегіон (від англ. Varregion) - регіон, площа якого більше стандартної площі в 256 м2.
Естейт (від англ. Estate) — землеволодіння, в яке може входити декілька регіонів різної величини. Естейт може належати тільки тому користувачеві, який має можливість адмініструвати всі регіони, що входять в даному естейті.
Парсел (від англ. Parsel) — одиниця площі землеволодіння всередині Естейту. Це невелика ділянка землі в регіоні, який належить користувачеві, або групі користувачів, які володіють можливістю адміністрування даної ділянки.
Віртуальний світ може бути створений в декількох конфігураціях:
а) Standalone;
б) Standalone Hipergrid;
в) Grid;
г) Grid Hipergrid
Режим Standalone характеризується можливістю підключення до віртуального світу тільки від зареєстрованих користувачів. Віртуальний світ в режимі Standalone обмежений лише одним процесом в системі і одним фізичним сервером. Кількість віртуальних регіонів обмежена лише потужністю серверного обладнання. Перехід користувачів Standalone до інших гридів, або регіонах, що знаходяться на інших серверах неможливий.
Режим Standalone Hipergrid подібний режиму Standalone, проте дозволяє користувачам переміщатися в інші гриди і регіони, які знаходяться на серверах по всьому світу. Що характерно, користувачі переміщаються між світами, не будучи при цьому в них зареєстрованими, проте можуть ставати членами місцевих громад (груп), отримувати повідомлення, переносити об'єкти і додавати в друзі резидентів інших гридів.
Режим Grid передбачає об'єднання безлічі регіонів в єдину мережу (див. вище). Однак переміщення користувачів можливо виключно між регіонами, що входять в даний грід.
Режим Grid Hipergrid за своєю структурою нагадує Grid, однак, він має можливість взаємодії з іншими симуляторами Grid Hipergrid і Standalone Hipergrid по всьому світу.
Див. також
- Second Life
- Sansar
- Active Worlds